# Godetsch
Godetsch (bulgarisch Годеч) ist eine Stadt im Westen Bulgariens. Die Stadt ist das administrative Zentrum der gleichnamigen Gemeinde in der Oblast Sofia. Godetsch liegt westlich der Sofiaebene an der Europastraße 80, ca. 45 km westlich der bulgarischen Hauptstadt Sofia. In der Nähe befinden sich die Städte Sliwniza, Dragoman und Tran.
Die Stadt ist Namensgeber für den Godetsch-Nunatak auf der Livingston-Insel in der Antarktis.

## Gemeindegliederung
Die Gemeinde Godetsch teilt sich wie folgt auf:
| - Barlja - Brakjowzi - Bukorowzi - Warbniza - Ginzi - Golesch - Gubesch - Kaleniwzi - Komschtiza | - Lopuschnja - Murgasch - Rawna - Razboischte - Ropot - Schuma - Smoltscha - Staninzi - Tuden - Wradlowzi |